# Вулиця Ялинкова (Бровари)
Ву́лиця Ялинко́ва — вулиця в місті Бровари Київської області.

## Опис
Протяжність вулиці — 1300 метрів; вулиця є найдовшою в місцевості Зелена поляна. Забудова приватна садибна, переважно лише по непарному (лівому) боку. З парного (правого) боку вулиці: на початку забудова відсутня або в стадії будівництва (станом на листопад 2013 року) — малоповерхова садибна забудова; в середній частині та наприкінці вулиці — броварський сосновий ліс.
Вулиця переважно без покриття (ґрунтова дорога). Де-не-де є асфальтове покриття.

## Розміщення
Вулиця Ялинкова розміщена у місцевості Зелена поляна. Починається на перехресті з вулицею Весняною та безіменним проїздом, що сполучає вулиці з вулицею Шевченка поблизу Броварської центральної районної лікарні. Закінчується вулиця Ялинкова на межі Броварів та Києва, де переходить у лісову дорогу на території столиці. Середня та кінцева частини вулиці проходять вздовж межі Броварів та Києва, вздовж соснового лісу. До вулиці Ялинкової примикають вулиці Весняна (окрім як на початку, також в кінцевій частині), Сонячна, Волошкова, Тополина, Яблунева та Вереснева.

## Розвиток
Відповідно до чинного генерального плану розвитку міста Бровари, початкова частина вулиці Ялинкової має стати частиною вулиці Чубинського. Вулиця Ялинкова починатиметься від вулиці Чубинського неподалік перетину з вулицями Сонячною та Кобилянської. Лісова зона, вздовж якої проходить середня частина вулиці Ялинкової (до вулиці Вересневої), відповідно до проекту має стати парковою зоною у складі Броварів (станом на 2013 рік це лісова зона у складі міста Києва). Кінцева частина вулиці змінить розташування, вона буде на місці існуючого станом на 2013 рік проїзду, що сполучає Зелену поляну з вулицею Шевченка. З урахуванням цього, до вулиці Ялинкової також примикатимуть вулиці Бузкова та Каштанова.